# Ère Manji

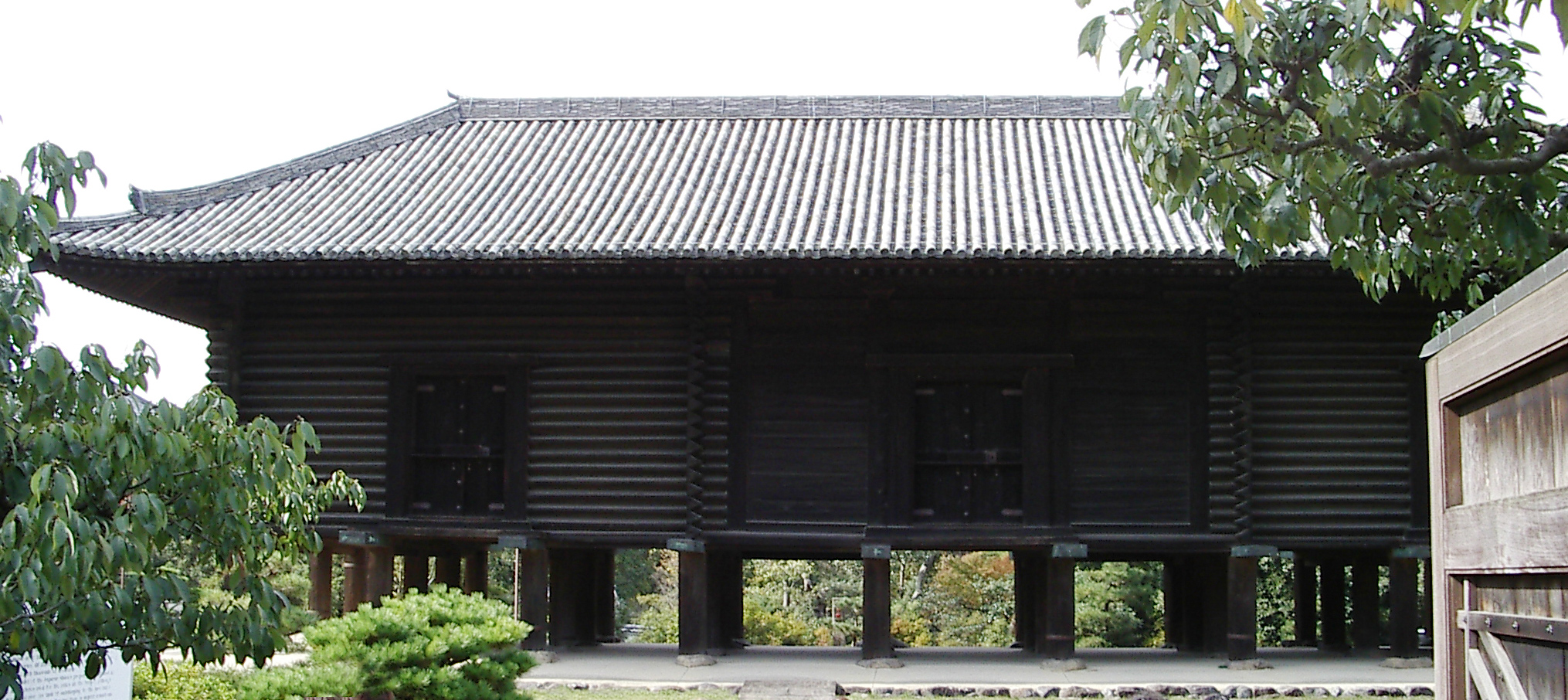
Image d'une maison lors de l'Ère Manji.

L'ère Manji (en japonais : 万治) est l'une des ères du Japon (年号, nengō, littéralement « le nom de l'année ») suivant l'ère Meireki et précédant l'ère Kanbun. Cette ère couvre la période allant du mois de juillet 1658 au mois d"avril 1661. L'empereur régnant est Go-Sai-tennō (後西院天皇).

## Changement de l'ère
Manji gannen (万治元年) : Le nom de l'ère est changé pour marquer un terrible et dévastateur incendie à Edo.  L'ère précédente se termine et une nouvelle commence en Meireki 4, le 23e jour du 7e mois.
L'origine du nom de cette ère provient des Mémoires du grand historien : « Quand les gens ordinaires connaissent leur place, alors tout sous le ciel est gouverné » (衆民乃定、万国為治)

## Événements de l'ère Manji
- 1658 (Manji 1) : À la suite du grand incendie de Meireki, le shogunat organise quatre escadrons de lutte contre les incendies à Edo[3].
- 1658 (Manji 1) : Naissance de Yanagisawa Yoshiyasu.  Yoshiyasu deviendra le courtisan favori et conseiller en chef du shogun Tokugawa Tsunayoshi[4].
- 1659 (Manji 2) : Début de la construction à Edo du  pont de Ryōgoku (ryogokubashi)[2].
- 1660 (Manji 3) : L'ancien rojū Sakai Tadakatsu entre dans les ordres bouddhistes.